# Синявка (Воронежская область)
Синя́вка — село в Таловском районе Воронежской области.
Административный центр Синявского сельского поселения.

## История
История первых поселений людей на территории современного села Синявка уходит в древние времена. Подтверждением этому факту является памятник археологии на территории села — это «курганный», могильник. Расположен в 0,2 км к востоку от шоссе Таловая — Вязовка, в 1 км к северу от села.
В XVI—XVII веках по рекам Хопер, Елань, Савала и прилегающим территориям возникают верховые городки — крепости и пристанские городки, основанные казаками, ставшие опорными пунктами на южных рубежах Руси. Потомки казаков, основателей первых поселений Руси на этой земле, живут в этих местах и сейчас. Помимо передаваемой из поколения в поколение родословной, есть ещё и много других фактов, указывающих на казацкое происхождение многих Синявских семей: быт и уклад жизни многих жителей современного села Синявка является неопровержимым доказательством того факта, что эти люди потомки казаков. Ещё в 1970-e—1980-е годы здесь можно было увидеть плетни вместо заборов, мазанные дома которые были белёные с уличной стороны.
В 1707—1709 годах в этих местах произошло восстание казаков под руководством Кондратия Булавина. Многие казаки были казнены, многие изгнаны с этих мест, а оставшихся принуждали заниматься сельским хозяйством.
В 1847 году около полутора тысяч жителей села Еланское-Колено Воронежской губернии переселились за несколько десятков километров от своего места и основали новое поселение — Синявка (Синявская). Основано оно было основано на берегах реки Канёвка, название поселения скорее всего было по названию Синявского леса, что близ села Елань-Колено. В этом же году началось строительство большого каменного храма в честь Покрова Пресвятой Богородицы. В 1852 году храм был освящен. Вскоре при церкви была организована церковно-приходская школа, для которой селяне возвели специальный дом.
В 1900—1910 годах Синявское (или станица Синявская) поселение обретает статус волости или станицы в которую входят д. Артюшкина, д. Абрамовка, д. Канёвки и др. мелкие населенные пункты.
В годы Первой мировой войны на её фронтах сражались многие уроженцы станицы Синявская.
В 1917 году события революции не обошли стороной Синявку — красавец-храм был закрыт. В 1937 году храм в честь Покрова Пресвятой Богородицы был разрушен до основания.

## Население
| 1859 | 1897  | 2010 |
| ---- | ----- | ---- |
| 1649 | ↗2797 | ↘984 |

## Уличная сеть
- ул. Дачная,
- ул. Кирова,
- ул. Красина,
- ул. Ленина,
- ул. Октябрьская,
- ул. Проезжая,
- ул. Свердлова,
- ул. Советская.